# Eleccions Municipals a Tarragona
A Tarragona hi ha eleccions des de 1979, des del final de la dictadura de Franco. Diferents partits han estats encapçalant el consistori, i en total, des de 1979 hi ha hagut 4 alcaldes diferents, Josep Maria Recasens (PSC), Joan Miquel Nadal (CIU) i Josep Félix Ballesteros (PSC) i Pau Ricomà i Vallhonrat (ERC).
En total hi han hagut 10 comicis: 

## Eleccions Ajuntament de Tarragona 1979
Font
| Partit                                                                   | Vots   | % sobre vots vàlids | Consellers |
| ------------------------------------------------------------------------ | ------ | ------------------- | ---------- |
| Partit dels Socialistes de Catalunya - PSOE (PSC-PSOE)                   | 10.912 | 25,88%              | 8          |
| Partit Socialista Unificat de Catalunya (PSUC)                           | 9.136  | 21,67%              | 6          |
| Centristes de Catalunya (UCD)                                            | 8.545  | 20.26%              | 6          |
| Convergència i Unió (CIU)                                                | 6.021  | 14,28%              | 4          |
| Candidatura por la Participación de los Vecinos en el Ayuntamiento (CPV) | 2.832  | 6,72%               | 2          |
| Esquerra Republicana de Catalunya (ERC)                                  | 2.138  | 5,07%               | 1          |
| Coalición Democrática (CD)                                               | 1.098  | 2,60%               | 0          |
| Organización Revolucionaria de los Trabajadores (ORT)                    | 689    | 1,63%               | 0          |
| Moviment Comunista de Catalunya (MCC-OEC)                                | 508    | 1,20%               | 0          |
| Partit dels Treballadors de Catalunya (PTC-UC)                           | 158    | 0,37%               | 0          |

Alcalde: Joan Maria Recasens (PSC-PSOE)

## Eleccions Ajuntament de Tarragona 1983
Font
| Candidatura                                                              | Vots   | % sobre vots vàlids | Consellers | dif. |
| ------------------------------------------------------------------------ | ------ | ------------------- | ---------- | ---- |
| Partit dels Socialistes de Catalunya-PSOE (PSC-PSOE)                     | 21.267 | 43,52%              | 14         | +6   |
| Convergència i Unió (CIU)                                                | 9.090  | 18,60%              | 6          | +2   |
| Alianza Popular-Partido Demócrata Popular (AP-PDP-UL)                    | 8.458  | 17,31%              | 5          | +5   |
| Partit Socialista Unificat de Catalunya (PSUC)                           | 3.467  | 7,09%               | 2          | -4   |
| Esquerra Republicana de Catalunya (ERC)                                  | 2.270  | 4,64%               | 0          | -1   |
| Partit dels Comunistes de Catalunya (PCC)                                | 1.660  | 3,40%               | 0          | =    |
| Candidatura por la Participación de los Vecinos en el Ayuntamiento (CPV) | 1.648  | 3,37%               | 0          | -2   |
| Centre Democràtic i Social (CDS)                                         | 799    | 1,63%               | 0          | -6   |

Participació: 67,73
Alcalde: Josep Maria Recasens (PSC)

## Eleccions Ajuntament de Tarragona 1987
Font
| Candidatura                                          | Vots   | % Vàlids | Consellers | DIF. |
| ---------------------------------------------------- | ------ | -------- | ---------- | ---- |
| Partit dels Socialistes de Catalunya-PSOE (PSC-PSOE) | 18.840 | 37,33%   | 12         | -2   |
| Convergència i Unió (CIU)                            | 16.322 | 32,34%   | 10         | +4   |
| Alianza Popular (AP)                                 | 4.950  | 9,81%    | 3          | -2   |
| Centre Democràtic i Social (CDS)                     | 3.686  | 7,30%    | 2          | +2   |
| Unió de Progrés Municipal (UPM)                      | 2.025  | 4,01%    | 0          | =    |
| Proposta d'Esquerres per Catalunya (PEC)             | 1.735  | 3,44%    | 0          | =    |
| Esquerra Republicana de Catalunya (ERC)              | 1.313  | 2,60%    | 0          | =    |
| Partit dels Treballadors de Catalunya (PTC-UC)       | 742    | 1,47%    | 0          | =    |
| Partit Humanista (PH)                                | 288    | 0,57%    | 0          | =    |

Participació: 64,16
Alcalde: Josep Maria Recasens (PSC)

## Eleccions Ajuntament de Tarragona 1991
Font
| andidatura                                               | Vots   | % Vàlids | Consellers | DIF. |
| -------------------------------------------------------- | ------ | -------- | ---------- | ---- |
| Convergència i Unió (CIU)                                | 22.627 | 44,10%   | 14         | +4   |
| Partit dels Socialistes de Catalunya (PSC-PSOE)          | 17.844 | 34,78%   | 11         | -1   |
| Partit Popular (PP)                                      | 4.429  | 8,63%    | 2          | -1   |
| Alternativa Verda-Moviment Ecologista Catalunya (AV-MEC) | 1.960  | 3,82%    | 0          | =    |
| Iniciativa per Catalunya (IC)                            | 1.950  | 3,80%    | 0          | =    |
| Esquerra Republicana de Catalunya (ERC)                  | 1.612  | 3,14%    | 0          | =    |
| Centre Democràtic i Social (CDS)                         | 560    | 1,60%    | 0          | -2   |

Participació: 60,60
Alcalde: Joan Miquel Nadal (CIU)

## Eleccions Ajuntament de Tarragona 1995
Font
| Candidatura                                                  | Vots   | % Vàlids | Consellers | DIF. |
| ------------------------------------------------------------ | ------ | -------- | ---------- | ---- |
| Convergència i Unió (CIU)                                    | 25.365 | 44,39%   | 13         | -1   |
| Partit dels Socialistes de Catalunya (PSC-PSOE)              | 14.385 | 25,18%   | 7          | -4   |
| Partit Popular (PP)                                          | 9.424  | 16,49%   | 5          | +5   |
| Iniciativa per Catalunya Verds - La Plataforma - EPM (IC-EV) | 4.922  | 8,61%    | 2          | +2   |
| Esquerra Republicana de Catalunya - Acord Municipal (ERC)    | 2.455  | 4,3%     | 0          | =    |

Participació: 63,23
Alcalde: Joan Miquel Nadal (CIU)

## Eleccions Ajuntament de Tarragona 1999
Font
| Candidatura                                                                | Vots   | % Vàlids | Consellers |    |
| -------------------------------------------------------------------------- | ------ | -------- | ---------- | -- |
| Convergència i Unió (CIU)                                                  | 18.682 | 36,54%   | 11         | -2 |
| Partit Socialistes de Catalunya - PM (PSC-PM)                              | 14.505 | 28,37%   | 8          | +1 |
| Partit Popular (PP)                                                        | 8.475  | 16,58%   | 5          | =  |
| Iniciativa per Catalunya-Verds i La Plataforma - EPM (IC-V-LP-EPM)         | 3.682  | 7,2%     | 2          | =  |
| Esquerra Republicana de Catalunya - Els Verds -Acord Municipal (ERC-Ev-AM) | 2.609  | 5,1%     | 1          | +1 |
| Esquerra Unida i Alternativa (EUiA)                                        | 1.961  | 3,84%    | 0          | =  |
| Partit per la Independència (PI)                                           | 144    | 0,28%    | 0          | =  |
| Partit Humanista de Catalunya (PHC)                                        | 107    | 0,21%    | 0          | =  |

Participació: 55,52
Alcalde: Joan Miquel Nadal (CIU)

## Eleccions Ajuntament de Tarragona 2003
Font
| Candidatura                                                        | Vots   | % Vàlids | Consellers |    |
| ------------------------------------------------------------------ | ------ | -------- | ---------- | -- |
| Convergència i Unió (CIU)                                          | 19.128 | 34,36%   | 10         | -1 |
| Partit Socialistes de Catalunya - PM (PSC-PM)                      | 16.857 | 30,28%   | 9          | +1 |
| Partit Popular (PP)                                                | 8.422  | 15,13%   | 4          | -1 |
| Iniciativa per Catalunya-Verds i La Plataforma - EPM (IC-V-LP-EPM) | 5.016  | 9,01%    | 2          | =  |
| Esquerra Republicana de Catalunya - Acord Municipal (ERC-AM)       | 4.898  | 8,80%    | 2          | +1 |
| Esquerra unitària (EU)                                             | 444    | 0,80%    | 0          | =  |
| Partit Humanista de Catalunya (PHC)                                | 105    | 0,19%    | 0          | =  |

Participació: 60,51
Alcalde: Joan Miquel Nadal (CIU)

## Eleccions Ajuntament de Tarragona 2007
Font
| Candidatura                                                                                                 | Vots   | % Vàlids | Consellers |    |
| --- | ------ | -------- | ---------- | -- |
| Partit Socialistes de Catalunya - PM (PSC-PM)                                                               | 20.366 | 39,76%   | 13         | +4 |
| Convergència i Unió (CIU)                                                                                   | 11.819 | 23,07%   | 8          | -2 |
| Partit Popular (PP)                                                                                         | 6.976  | 13,62%   | 4          | =  |
| Esquerra Republicana de Catalunya - Acord Municipal (ERC-AM)                                                | 3.938  | 7,69%    | 2          | =  |
| Iniciativa per Catalunya Verds - Esquerra Unida i Alternativa Entesa per Progrés Municipal (ICV-EUiA - EPM) | 2.439  | 4,76%    | 0          | -2 |
| Ciutadans - Partit de la Ciutadania (C's)                                                                   | 1.917  | 3,74%    | 0          | =  |
| Tarragona Grup Independent - Federació d'Independents de Catalunya (TGI-FIC)                                | 1.371  | 2,68%    | 0          | =  |
| Agrupació Democràtica Municipal (ADMC)                                                                      | 599    | 1,17%    | 0          | =  |
| Nosaltres Som - Assemblea d'Unitat Popular (N.SOM - AUP)                                                    | 261    | 0,51%    | 0          | =  |
| Bloc de Ciutadans Compromesos (BCC)                                                                         | 258    | 0,50%    | 0          | =  |
| Escons insubmisos - Alternativa dels Demòcrates Descontents (EI-ADD)                                        | 165    | 0,32%    | 0          | =  |
| Partit Família i Vida (PFiV)                                                                                | 64     | 0,12%    | 0          | =  |
| Alianza Nacional (AN)                                                                                       | 55     | 0,11%    | 0          | =  |
| Partit Humanista (PH)                                                                                       | 47     | 0,09%    | 0          | =  |

Participació: 53,06
Alcalde: Josep Fèlix Ballesteros (PSC)

## Eleccions Ajuntament de Tarragona 2011
Font
| Candidatura                                                              | Vots   | % Vàlids | Consellers |    |
| ------------------------------------------------------------------------ | ------ | -------- | ---------- | -- |
| Partit Socialistes de Catalunya - PM (PSC-PM)                            | 17.826 | 36.94 %  | 12         | -1 |
| Convergència i Unió (CIU)                                                | 9.920  | 20.55 %  | 7          | -1 |
| Partit Popular (PP)                                                      | 9.917  | 20.55 %  | 7          | +3 |
| Iniciativa per Catalunya Verds - Esquerra Unida i Alternativa (ICV-EUiA) | 2.602  | 5.39 %   | 1          | +1 |
| Esquerra Republicana de Catalunya - Acord Municipal (ERC-AM)             | 1.914  | 3.97 %   | 0          | -2 |
| Candidatura d'Unitat Pupular-Poble Actiu (CUP-PA)                        | 1.099  | 2.28 %   | 0          | =  |
| Solidaritat Catalana per la Independència (S.I.)                         | 847    | 1.76 %   | 0          | =  |
| Ciutadans - Partit de la Ciutadania (C's)                                | 827    | 1.71 %   | 0          | =  |
| Escons en Blanc-Ciutadans en Blanc(EB-CenB)                              | 523    | 1.08 %   | 0          | =  |
| Plataforma per Catalunya (PxC)                                           | 337    | 0.77 %   | 0          | =  |
| Partit Animalista contra el Maltractament Animal (PACMA)                 | 295    | 0.61 %   | 0          | =  |
| Unió Progrés i Democràcia (UPyD)                                         | 180    | 0.37 %   | 0          | =  |
| Alternativa Motor i Deportes (AMD)                                       | 102    | 0.21 %   | 0          | =  |
| Partit Família i Vida (PFiV)                                             | 83     | 0.17 %   | 0          | =  |
| FE de las JONS (FE de las JONS)                                          | 60     | 0.12 %   | 0          |    |

Participació: 54,22
Alcalde: Josep Fèlix Ballesteros (PSC)

## Eleccions Municipals de Tarragona 2015
| N. | PARTIT   | ESCONS 15' | VOTS 15' | % 15' | ESCONS 11' | VOTS 11' | % 11' | +/- ESCONS | +/- % |
| -- | -------- | ---------- | -------- | ----- | ---------- | -------- | ----- | ---------- | ----- |
| 1  | PSC      | 9          | 14.333   | 28.4  | 12         | 17.826   | 37.0  | -3         | -8.6  |
| 2  | C's      | 4          | 7.218    | 14.3  | 0          | 827      | 1.7   | +4         | +12.0 |
| 3  | ERC      | 4          | 5.944    | 11.7  | 0          | 1.914    | 4.0   | +4         | +7.7  |
| 4  | PP       | 4          | 5.799    | 11.5  | 7          | 9.917    | 20.6  | -3         | -9.1  |
| 5  | CiU      | 3          | 5.546    | 10.9  | 7          | 9.920    | 20.7  | -4         | -9.8  |
| 6  | CUP      | 2          | 4.180    | 8.2   | 0          | 1.099    | 2.3   | +2         | +5.9  |
| 7  | ICV EUiA | 1          | 2.853    | 5.7   | 1          | 2.602    | 5.6   | =          | +0.1  |
| 8  | ARA TGN  | 0          | 1.858    | 3.7   | -          | -        | -     | =          | +3.7  |
| 9  | GANEMOS  | 0          | 1.149    | 2.3   | -          | -        | -     | =          | +2.3  |
| 10 | PACMA    | 0          | 676      | 1.3   | 0          | 295      | 0.6   | =          | +0.7  |
| 11 | EB       | 0          | 255      | 0.5   | 0          | 523      | 1.0   | =          | -0.5  |
| 12 | UPyD     | 0          | 131      | 0.3   | 0          | 180      | 0.4   | =          | -0.1  |
| 13 | AMD      | 0          | 56       | 0.1   | 0          | 102      | 0.2   | =          | -0.1  |

Participació: 56
Alcalde: Josep Fèlix Ballesteros (PSC)

## Eleccions municipals de Tarragona 2019
| Eleccions municipals de 26 de maig de 2019 - Tarragona |                                                                         |                                     |                                     |         |          |            |
| Candidatura | Candidatura                                                             | Candidatura                         | Cap de llista                       | Vots    | Vots     | Consellers |
| | Partit dels Socialistes de Catalunya -Candidatura de Progrés            |                                     | Josep Fèlix Ballesteros Casanova    | 13.336  | 23,43%   | 7 (-2)     |
| | Esquerra Republicana de Catalunya -Moviment d'Esquerres-Acord Municipal |                                     | Pau Ricomà i Vallhonrat             | 12.872  | 22,62%   | 7 (+3)     |
| | Ciutadans - Partit de la Ciutadania                                     |                                     | Rubén Viñuales i Elías              | 8.364   | 14,70%   | 4 ()       |
| | Junts per Tarragona                                                     |                                     | Dídac Nadal Abat                    | 6.309   | 11,09%   | 3 ()       |
| | En Comú Podem Tarragona-En Comú Guanyem                                 |                                     | Carla Aguilar Cunill                | 4.579   | 8,05%    | 2 (+1)     |
| | Candidatura d'Unitat Popular-Alternativa Municipalista                  |                                     | Laia Estrada Cañón                  | 3.615   | 6,35%    | 2 ()       |
| | Partit Popular                                                          |                                     | José Luis Martín García             | 3.561   | 6,26%    | 2 (-2)     |
| | Altres candidatures                                                     |                                     |                                     | 4.005   | 7,04%    | 0          |
| | Vots en blanc                                                           |                                     |                                     | 270     | 0,47%    |            |
| Total vots vàlids i regidors | Total vots vàlids i regidors                                            | Total vots vàlids i regidors        | Total vots vàlids i regidors        | 56.911  | 100 %    | 27         |
| | Vots nuls                                                               | Vots nuls                           | Vots nuls                           | 223     | 0,39%    |            |
| Participació (vots vàlids més nuls) | Participació (vots vàlids més nuls)                                     | Participació (vots vàlids més nuls) | Participació (vots vàlids més nuls) | 57.134  | 62,75%** |            |
| Abstenció | Abstenció                                                               | Abstenció                           | Abstenció                           | 33.918* | 27,25%** |            |
| Total cens electoral | Total cens electoral                                                    | Total cens electoral                | Total cens electoral                | 91.725* | 100 %**  |            |
| Alcalde: Pau Ricomà i Vallhonrat (ERC) (15/06/2019) Per majoria absoluta dels vots dels regidors (14 vots: 7 d'ERC, 3 de Junts, 2 d'ECP i 2 de la CUP)         |                                                                         |                                     |                                     |         |          |            |
| Fonts: Ministeri de l'Interior. Junta Electoral de Zona de Tarragona. Periòdic Ara. (* No són vots sinó electors. ** Percentatge respecte del cens electoral.) |                                                                         |                                     |                                     |         |          |            |